# Rezonans (cząstka)
Rezonans – hadron nietrwały ze względu na oddziaływanie silne. Jego czas życia jest zwykle rzędu 10−24 s. Ze względu na tak małą jego wartość masa rezonansu nie jest dobrze ustalona. Masy cząstki dane są rozkładem Breita-Wignera, który opisuje też kształt klasycznej krzywej rezonansowej, stąd nazwa.
Rozrzut mas cząstki jest konsekwencją zasady nieoznaczoności Heisenberga:
{\displaystyle \Delta E\Delta t\geqslant {\frac {\hbar }{2}},}
gdzie {\displaystyle E=mc^{2},} {\displaystyle \hbar =h/(2\pi ),} {\displaystyle h} – stała Plancka. Cząstka o bardzo krótkim – a więc bardzo dobrze określonym czasie życia (małe {\displaystyle \Delta t}) ma więc duży rozrzut energii, a co za tym idzie, duży rozrzut mas.
Przykład: Cząstka {\displaystyle \Delta ^{++}(1232)} ma rozkład masy o szerokości połówkowej Γ ≈ 118 MeV/c². Jej czas życia jest więc rzędu
{\displaystyle \tau \approx {\frac {\hbar }{2\Gamma c^{2}}}\approx 3\cdot 10^{-20}\ \mathrm {s} .}
Nie istnieją obecnie detektory pozwalające na bezpośredni pomiar toru lotu takiej cząstki. Cząstka {\displaystyle \Delta ^{++}(1232)} o energii rzędu 10 GeV przeleci średnio jedynie 0,1 nm przed rozpadem – odległość porównywalną z rozmiarem pojedynczego atomu. Możliwy jest jedynie pomiar masy niezmienniczej produktów rozpadów cząstki.